# Schellenberg
Pour les articles homonymes, voir Schellenberg (homonymie).
Schellenberg est une commune située dans les plaines du Liechtenstein, sur les rives du Rhin. Elle couvre une superficie de 3,5 km² et est peuplée par 1090 habitants en 2017.
La zone est d'abord peuplée par les Celtes, puis les Rhétiens. Le territoire est conquis par Rome en l'an 15 apr. J.-C. et intégré dans la province de Rhétie. La province devient plus tard un comté sous Charlemagne, comté qui est plus tard sans cesse divisé par héritage.
La souveraineté de Schellenberg est achetée par les Comtes de Vaduz en 1437 et les deux comtés sont en fait réunis. Après le Traité de Bâle en 1499, ils sont tous deux rattachés à l'Autriche. Différentes dynasties achètent et vendent les comtés jusqu'à leur rachat par la maison de Liechtenstein au début du XVIIIe siècle. Le territoire est élevé le 23 janvier 1719 au rang de principauté.

## Géographie
Les communes limitrophes sont Ruggell, Gamprin, Eschen et Mauren.

## Politique et administration
La ville est administrée par un conseil municipal de huit membres, dont le maire, élus pour quatre ans par les citoyens.
| Période                                  | Période  | Identité        | Étiquette | Qualité |
| ---------------------------------------- | -------- | --------------- | --------- | ------- |
| 2003                                     | 2023     | Norman Wohlwend | FBP       |         |
| 2023                                     | En cours | Dietmar Lampert | VU        |         |
| Les données manquantes sont à compléter. |          |                 |           |         |